# 프레더릭 E. 모건
중장 프레더릭 에지워스 모건 경, KCB                    (1894년 2월 5일 – 1967년 3월 19일)은 양 세계 대전에서 싸운 영국 육군의 고위 장교였다. 그는 연합군 최고사령관 (COSSAC)의 참모장이자 오버로드 작전의 원래 계획자로 가장 잘 알려져 있다.
울위치 왕립 군사 학교를 졸업한 모건은 1913년 7월 왕립 야전포병여단의 소위로 임관되었다. 제1차 세계 대전 동안 그는 서부 전선에서 포병 소위 및 참모 장교로 복무했다. 그 후 그는 인도 제국의 영국군에서 두 번의 장기 복무를 했다.
1939년 9월 제2차 세계 대전 발발 직전, 모건은 준장으로 진급하여 제1기갑사단의 일부인 제1지원집단을 지휘했으며, 프랑스 공방전 동안 이 부대를 이끌었다. 제2군단의 참모장 (BGS)으로 복무한 후, 그는 1941년 2월 소장으로 진급하여 데번 콘월 주둔 사단과 제55 (웨스트 랭커셔) 보병사단을 모두 지휘했으며, 1942년 5월 중장으로 다시 진급하여 제1군단을 지휘하게 되었다. 그의 본부는 그 후 부대 125로 지정되었고, 스페인을 통해 지브롤터로 진격하는 독일군의 공격에 대처하는 임무를 부여받았으나, 이러한 공격은 실제로 일어나지 않았다. 1943년 3월, 그는 (지정된) 연합군 최고사령관의 참모장, 즉 COSSAC으로 임명되었다. COSSAC으로서 그는 오버로드 작전의 계획을 지휘했다. 1944년 초, 미국 육군 원수 드와이트 D. 아이젠하워가 연합군 최고사령관이 되었을 때, 월터 베델 스미스 소장은 연합국 원정군 최고사령부 (SHAEF)의 참모장이 되었고, 모건은 부참모장이 되었다.
전후, 모건은 유엔 구호 재건국 (UNRRA)의 독일 작전국장으로 복무하다가, UNRRA가 소련 요원들에 의해 침투되어 실향민들 사이에서 문제를 일으키려 한다고 주장한 후 독일에서의 그의 직위가 해제되었다. 1951년, 모건은 원자력 통제관이 되었고, 1952년 몬테벨로 제도에서 영국 최초의 영국 원자력 무기 실험인 허리케인 작전에 참여했다. 그의 직위는 1954년 영국 원자력 기구의 설립과 함께 폐지되었지만, 그는 1956년까지 핵무기 통제관으로 남아 있었다.

## 어린 시절
프레더릭 모건은 1894년 2월 5일 켄트주 패덕 우드에서 목재 수입업자인 프레더릭 베버리 모건과 그의 아내 클레어 엘리자베스 (본명 호록스)의 아홉 자녀 중 장남으로 태어났다. 그는 패덕 우드의 마스칼스 매너에서 자랐다. 1902년 그는 턴브리지 웰스의 사립 학교인 허스트리에서 교육을 시작했다. 일찍이 프레더릭은 영국 육군 장교가 되기로 결정되었고, 1907년 그는 클리프턴 칼리지에 입학했으며, 이 학교는 울위치 왕립 군사 학교와의 연관성으로 유명했다. 클리프턴에서 그는 럭비와 크리켓을 했으며, 1908년 장교 훈련단 (OTC)이 된 학교 사관 후보생단에서 복무했다. 병장 사관 후보생으로서, 그는 1911년 조지 5세 대관식을 위해 버킹엄궁으로 향하는 길을 따라 늘어선 많은 사람들 중 한 명이었다. 그는 결국 소위 계급으로 진급했다. 모건은 울위치 입학 시험에 합격하여 1912년에 입학했다.
모건은 1913년 7월 17일 왕립 야전포병여단의 소위로 임관되었고, 올더숏의 제42여단 왕립 야전포병여단의 제41포대에 합류했다. 그는 인도 제국 근무를 지원하여 1914년 1월 영국-인도 증기선 회사 수송선 레와를 타고 출발하여 자발푸르에 주둔하던 제11여단 왕립 야전포병여단의 제84포대에 합류했다.

## 제1차 세계 대전
1914년 8월 제1차 세계 대전 발발 후, 모건의 포대는 제3 (라호르) 사단의 일부로 1914년 10월 서부 전선으로 출발했다. 모건은 독일군의 5.9인치 포의 근접 폭격을 당해 공중으로 날아가 포탄 구멍에 파묻혔고, 셸 쇼크로 인해 불로뉴 병원으로 이송되었다. 그는 영국에서 짧은 병가를 받았는데, 이때 그의 가족에게 그의 형제가 전사했다는 소식이 전해졌다. 전선으로 돌아온 모건은 라호르 사단 포병 지휘관인 에드워드 스펜서 호어 네언 준장의 전속부관 (ADC)이 되었다. 사단 주력 부대가 메소포타미아 전역으로 떠났을 때 포병은 서부 전선에 남아 있었다. 보병보다 포병 훈련에 더 오랜 시간이 걸렸기 때문에, 라호르 사단 포병은 자체 포병이 충분히 훈련되어 인계받을 수 있을 때까지 제2캐나다사단, 제3캐나다사단, 제4 오스트레일리아 사단 그리고 마지막으로 제4캐나다사단의 포병으로 차례로 활동했다.
모건은 1916년 2월 참모 대위가 되었고, 1916년 5월 대위 임시 계급으로 진급했다. 라호르 사단 포병은 1917년 중반에 해체되었고, 모건은 1917년 7월 18일 대위로 진급하여, 제42 (이스트 랭커셔) 사단에 참모 대위로 배속되었다. 1917년 8월 15일, 그는 왕립 육군 의료단 (RAMC)의 토마스 뒤 베다트 와이트 대령의 딸인 마조리 세실 와이트와 결혼했다. 부부는 1914년 인도로 가는 레와 호에서 만났다. 이 결혼으로 두 딸과 한 아들을 두었다.
1918년 11월 11일 독일과의 휴전 협정으로 이어진 백일 공세 동안, 그는 제42 사단 포병의 여단장으로 복무했다. 전쟁 중 모건은 1917년 5월 15일과 1919년 7월 5일에 두 번 조회에 언급된었다.
전쟁의 종결과 그 여파에 대해 모건은 나중에 다음과 같이 썼다.

그리하여 잉글랜드로, 집으로, 새로운 시작으로. 승리한 영웅으로서 개선하는 문제는 없었다. 그 그림자 속의 4년 동안, 즉 내면의 긴장이 풀릴 수 없는 시간 동안 외적으로 보여줄 것은 아무것도 없었다. 이는 그러한 감각의 충만함을 공유하지 않은 사람에게는 설명할 수 없었기 때문이었다. 모든 남자, 여자, 심지어 아이들까지 지옥의 냄새를 맡았던 이후의 경우와는 달리, 1919년에는 고향의 불씨를 지키는 임무를 맡았던 사람들 중에는 우리가 돌아왔을 때, 구부러지거나 부러지고, 나이보다 늙어버린 우리에게 무슨 일이 일어났는지 아무리 노력해도 이해할 수 있는 사람이 거의 없었다.
그래서 우리는 모든 것을 덮어두고 현재의 흙에 몰입함으로써 과거의 생각을 무디게 하려고 노력해야 했다. 이 약물은 특히 이 새로운 세상에서 군대에 충분히 지쳤던 우리들, 즉 부서진 군대를 재편해야 하는 우리들의 손에 풍부하게 있었다.

## 전간기
1919년, 모건은 인도에서의 6년 복무를 지원했고, 그는 전간기 동안 많은 시간을 그곳에서 보낼 예정이었다. 그는 딥컷의 제26야전여단의 제118야전포대에 합류하여 아대륙 근무를 위해 부대를 편성하고 훈련시켰다. 그해 말, 여단은 잔시의 새 주둔지로 이동했다. 3년 후 모건은 아토크로 발령되어 사단 탄약 보급부대를 지휘했다. 1924년, 그는 무리에의 허버트 유니악 소장의 제1 (페샤와르) 사단에서 부관 부관감 (DAAG)으로 임시 참모직을 수락했다. 이어서 1925년에는 클라우드 제이콥 경 중장의 북부 사령부 본부에서 1년간 파견 근무를 했고, 모건은 대규모 기동 훈련을 계획하고 지휘하는 것을 도왔다.
모건은 1926년 영국으로 돌아와 제22중포대 지휘를 맡았다. 9.2인치 포, 6인치 포, 12파운더, 6파운더가 혼합된 장비를 갖춘 이 부대는 웨이머스의 해안 방어를 담당했다. 여전히 대위였던 모건은 캠벌리 참모대학에 입학하는 것이 다음 경력 목표이기를 바랐고, 간신히 입학 시험을 통과했다. 대신, 그는 퀘타 참모대학에 자리를 제안받았고, 이는 인도로 다시 돌아가야 함을 의미했다. 1927년과 1928년 퀘타에서 모건의 동급생으로는 윌리엄 슬림, 존 크로커, 케네스 앤더슨, 데이비드 코완, 조지 앨런 바세이 그리고 토미 번스가 있었다. 졸업 후 모건은 러크나우의 제70야전포대에 배속되었고, 그 후 헨리 카슬레이크 준장 지휘하의 서부 사령부 본부에서 포병 참모 장교로 복무했다. 1931년 카슬레이크가 인도 총사령부에서 왕립 포병 소장이 되자, 그는 모건을 델리로 데려와 그의 일반 참모 장교 (2급)로 복무하게 했다. 모건은 거의 15년 동안 진급이 없다가, 1932년 6월 22일 마침내 소령으로 진급했고 1934년 1월 1일 명예 중령으로 진급했다.
1934년 영국으로 돌아온 모건은 제4대공포대를 지휘했고, 이 부대는 1935년 이탈리아의 아비시니아 침공과 함께 외교 위기가 발생했을 때 몰타에 배치되었다. 그 후 그는 영국으로 돌아와 1936년부터 1938년까지 육군성에서 복무했다. 이곳에서 그는 모건과 그의 동료 참모 장교들이 불가피하고 임박했다고 느꼈던 전쟁에 대해 영국 정부가 보여준 긴급성 부족에 점점 더 동요했다. 1938년 5월 28일 그는 대령으로 진급했고 (선임일은 1934년 1월 1일로 소급 적용) 제3보병사단의 GSO1이 되었고, 이 사단에서는 버나드 몽고메리 준장이 제8보병여단을 지휘하고 있었다.

## 제2차 세계 대전

### 프랑스 공방전 및 영국에서의 복무
저는 기름종이 연필과 타자기를 사용하여 종이와 지도 위에서 현저한 승리를 거두었습니다. 이 비극적인 전역 과정에서, 만약 재앙을 이렇게 부를 수 있다면, 저는 프랑스 장군들이 크레용 한 줄로 상상의 "기동 집단"을 만들고, 지도상뿐만 아니라 실제 지상에도 불행히도 존재했던 적군 병력 집중을 지우개로 쓸어버리는 것을 보았습니다. 제가 어떻게 그들을 비판할 수 있겠습니까? 저는 수백 번의 가상 "친그래프 전쟁"의 영웅이었는데요.
1939년 8월 8일, 제2차 세계 대전 발발 불과 몇 주 전, 모건은 임시 준장으로 진급하여 로저 에번스 소장의 제1기갑사단의 제1지원집단 지휘를 맡았다. 1940년 5월 중순 독일 국방군의 프랑스 침공 직후 제1지원집단이 프랑스로 파견되었을 때, 이미 2개의 야전포병연대와 2개의 보병대대가 해체된 상태였다. 그 결과, 모건의 지휘 부대에는 왕립 공병대 병력과 왕립 웨일스 소총병 연대의 육군예비역 (TA) 대대만이 포함되었는데, 이 대대는 대공/대전차 연대로 전환 중이었고 대전차포만으로 무장하고 있었다. 따라서 그의 집단은 사단의 기갑여단을 지원하는 일반적인 역할을 수행할 수 없었으므로 솜강 남쪽의 제51 (하이랜드) 보병사단을 강화하기 위해 파견되었다. 혼란스러운 퇴각 중에 제1지원집단의 대부분은 생발레리앙코에서 제51사단과 함께 포로가 되었지만, 모건을 포함한 나머지는 탈출하여 영국으로 철수했다.
제1기갑사단은 그 후 재편성되어 영국 남동부의 기동 예비대가 되었다. 이 사단은 독일 침공군에 대한 반격 임무를 맡았고, 모건의 제1지원집단은 이 목적을 위해 2개의 캐나다 보병대대를 배정받았다. 1940년 11월 4일, 모건은 노퍽주에 본부를 둔 제2군단의 참모장 (BGS)으로 임명되었다. 그러나 모건은 그곳에 오래 머물지 않았는데, 1941년 2월 28일 소장 대리 계급으로 진급하여 해안 방어를 위해 창설된 고정 편성 부대인 데번 콘월 주둔 사단의 찰스 올프리 소장의 지휘를 계승했다. 이 사단은 포병, 공병 및 사단 병력이 부족했다. 이 사단은 해롤드 프랭클린 중장의 제8군단 아래 사우스웨스트잉글랜드의 데번주와 콘월주에서 복무하고 있었다. 그는 8개월 동안 이 사단에 있다가 10월 30일 고드윈 미첼모어 소장에게 지휘권을 넘겨주었고, 윌리엄 모건 소장의 뒤를 이어 남부 사령부 (영국)의 글루스터셔에서 복무하던 최전선 TA 편성 부대인 제55 (웨스트 랭커셔) 보병사단의 지휘를 맡았다. 12월 중순 북부 사령부 (영국)의 북요크셔로 이동한 이 사단은 다음 달에 하위 편성으로 배치되어 대부분의 포병, 공병 및 사단 병력을 잃고 현대 장비에 대한 우선순위가 낮아졌다. 2월 28일, 소장 대리가 된 지 1년 만에 모건의 소장 계급은 임시 계급으로 변경되었다.
그러나 그는 이 사단에 오래 머물지 못했는데, 5월 14일 모건은 제55사단 지휘권을 휴 히버트 소장에게 넘겨주고 중장 대리 계급으로 진급하여 헨리 윌콕스 중장으로부터 링컨셔주와 이스트라이딩오브요크셔주 방어 임무를 맡은 제1군단 지구의 지휘를 맡았다. 그 해 10월, 그의 본부는 기동 부대로 재편성되어 제1군단으로 재지정되었고 그의 미국 상급자인 드와이트 D. 아이젠하워 중장 휘하에 놓였다. 11월 12일 모건의 영구 계급은 대령에서 소장으로 승진했다 (선임일은 1941년 11월 13일로 소급 적용). 모건의 제1군단 본부는 나중에 포스 125로 지정되었고, 월터 클러터벅의 제1사단과 존 호크스워스의 제4사단을 지휘하며 스페인을 통해 지브롤터로 진격하는 독일군에 대처하는 임무를 맡았다.
이 작전은 불필요한 것으로 판명되었고, 모건의 두 사단은 북아프리카로 파견되었으며, 그는 사르데냐 침공을 계획하도록 지시받았다. 결국 이는 1943년 7월에 발생한 연합군의 시칠리아 침공 (허스키 작전)으로 대체되었다. 제1군단 본부는 그 기간 내내 영국, 마블 아치 근처의 1 컴벌랜드에 위치했으며, 본부 메스 홀은 라이언스 마블 아치 코너 하우스에 있었다. 그러나 상당한 작전 계획 경험을 얻었다. 모건의 중장 계급은 1943년 5월 14일에 임시로 변경되었고, 6월 2일 바스 훈장 동료 (CB)로 임명되었다.

### COSSAC

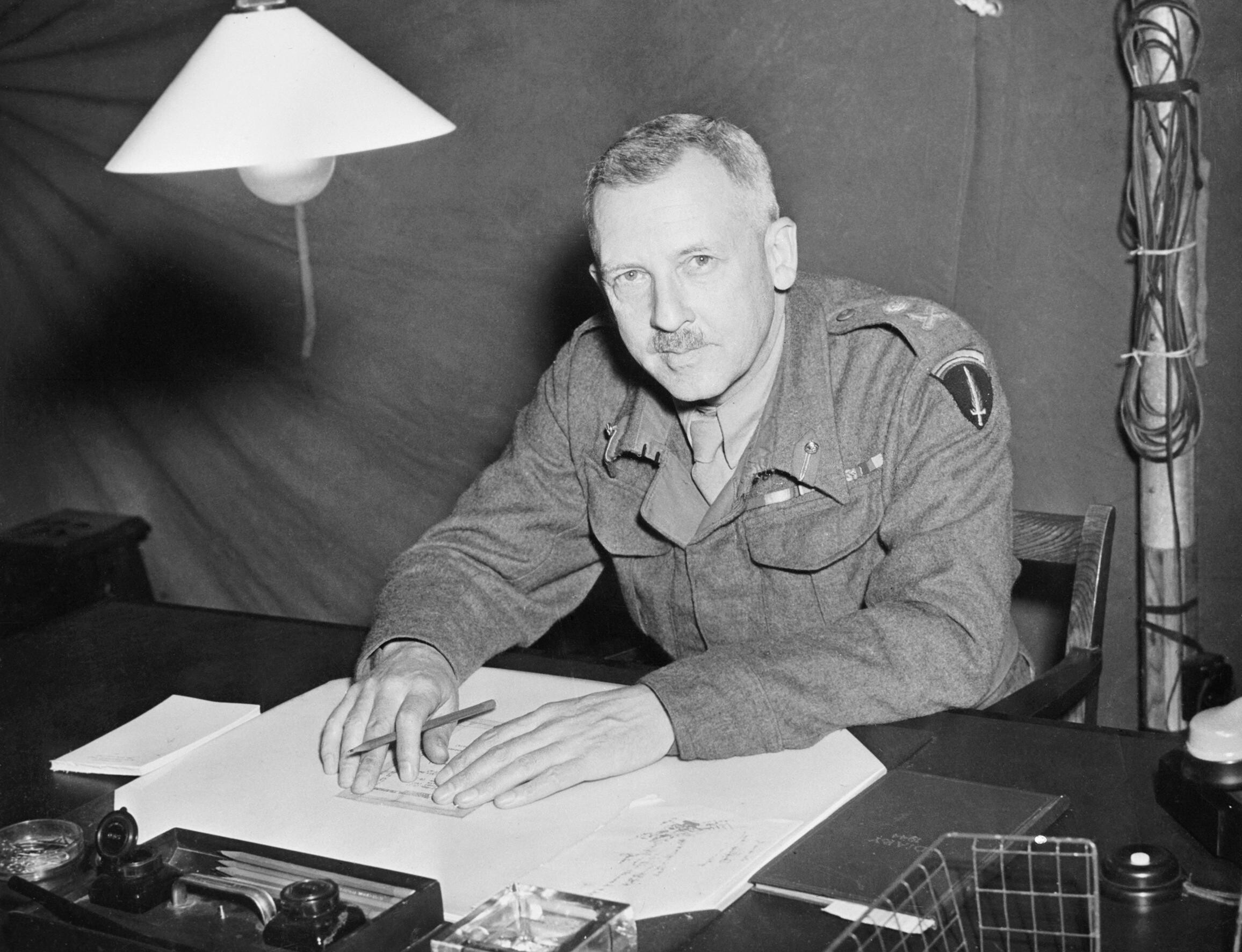
연합군 최고사령관 참모장 (COSSAC) F. E. 모건 중장이 본부에서 기자회견을 열고 있다.

1943년 1월 카사블랑카 회담에서 합동참모본부는 1944년 북서 유럽 작전을 계획하기 위한 참모부를 설치하기로 합의했다. 연합군 최고사령관은 영국인으로 상정되었고, 사령관과 참모장은 같은 국적이어야 한다는 일반적인 관례에 따라, (지정된) 연합군 최고사령관의 참모장 (COSSAC) 역할에는 영국군 장교를 임명하고 미국인 부참모장을 두기로 결정되었다. 1943년 3월, 모건은 COSSAC이 되었다. 준장 레이 바커가 그의 미국인 부관이 되었다. 처음에는 모건의 참모진은 부관 한 명, 배트맨 두 명, 그리고 제1군단 본부에서 가져온 자동차와 운전병으로 구성되었다. 모건은 세인트 제임스 광장 31번지의 노퍽 하우스에 본부를 설치했다. 그러나 1943년 10월에는 COSSAC의 필요를 충족시키기에는 너무 작다는 것이 명확해졌고, 장교 320명과 다른 계급 600명을 수용할 공간이 필요했다. 11월과 12월에는 참모진의 일부가 사우스 로툰다로 이전했는데, 이곳은 원래 방어 기지로 건설된 방폭 구조물로, 화이트홀 터널을 통해 여러 부처와 연결되어 있었다. 다른 참모진은 팔 몰 80번지에 수용되었다.
COSSAC은 세 가지 작전 계획을 담당했다: 독일군을 해안에 묶어두기 위한 기만 작전인 콕케이드 작전, 독일군의 갑작스러운 붕괴 시 취해야 할 조치 계획인 랭킨 작전, 그리고 북서 유럽에 대한 전면 공격 계획인 오버로드 작전. 모건과 그의 참모진은 1943년 6월부터 7월 중순까지 오버로드 작전 계획을 수립했다. 그는 7월 15일 참모장위원회에 이 계획을 제출했다. 이 계획은 공격이 이루어질 수 있는 조건, 상륙 가능한 지역, 그리고 대륙에 교두보를 구축할 수 있는 수단을 자세히 명시했다.
7월 28일, 바커가 이끄는 COSSAC 참모진은 워싱턴 D.C.로 가서 미국 합동참모본부에 오버로드 계획을 발표하고, 작전을 위한 병력 기반과 민간인 문제 및 물류 측면에 관한 문제에 대해 미국 전쟁부와 협의했다. 1944년 지중해 및 북서 유럽에서의 공격 작전을 조율하기 위해 드와이트 D. 아이젠하워 대장의 알제 주둔 연합군 본부 (AFHQ)와도 임무를 교환했다. 10월과 11월, 모건은 네빌 브라운존 소장과 부관 한 명만 대동하고 워싱턴으로 가서 합동참모본부와 작전을 논의했다. 모건은 미국 육군참모총장 조지 마셜 대장을 만나 마셜이 연합군 최고사령관이 되고 모건이 그의 참모장이 될 것을 전제로 계획을 진행하라고 지시받았다. 모건은 프랭클린 D. 루스벨트 대통령을 백악관에서 만났다. 루스벨트는 민간인 문제 지원을 위한 앤서니 조셉 드렉셀 비들 주니어의 요청을 거절했으며, 또한 마셜이 연합군 최고사령관으로 차출될 수 있는지에 대해 의문을 제기했다. 미국에 있는 동안 모건은 게티스버그 전투지와 캠프 캐러벨, 포트 무어, 캠프 맥컬, 그리고 포트 브래그의 훈련 캠프를 방문했다.
합동참모본부는 모건에게 공군, 해군, 육군 총사령관들에게 그의 계급이 더 높음에도 불구하고 연합군 최고사령관의 이름으로 명령을 내릴 권한을 부여했다. 1943년 12월, 이탈리아 전선에서 영국 제8군을 지휘하다가 영국에 막 도착한 버나드 몽고메리 버나드 몽고메리 경이 침공군의 육군 총사령관으로 임명되자, 그는 모건의 원래 계획이 비실용적이라고 선언했다. 원래는 상륙정의 가용성에 의해 제한되었지만, 몽고메리는 더 넓은 전선에서 더 많은 병력이 공격해야 한다고 주장했다. 결국, 더 많은 상륙정이 확보되었고 침공 규모는 몽고메리의 만족을 위해 확대되었지만, 한 달의 지연과 남프랑스 작전의 축소를 대가로 지불했다. 그러나 모건 계획의 모든 주요 특징은 유지되었다. 즉, 노르망디를 공격 지역으로 선택한 것, 멀베리 항구의 사용, 미국군을 우익에, 영국군을 좌익에 배치한 것, 공수부대를 사용하여 측면을 보호한 것, 그리고 남프랑스에서의 어떤 형태의 기만 작전이었다.

### SHAEF
1944년 1월 아이젠하워가 연합군 최고사령관으로 임명되자 COSSAC 팀은 연합국 원정군 최고사령부 (SHAEF)에 흡수되었다. 아이젠하워는 AFHQ의 참모장인 월터 베델 스미스 소장을 데려왔고, 본부를 부시 공원으로 옮겼다. 모건은 이탈리아의 제13군단 지휘를 제안받았지만, 스미스의 세 명의 부관 중 한 명이 되기로 결정하여 거절했다. 그의 책임은 정보 및 작전을 포함했다. 모건은 다양한 SHAEF 부서의 작업을 조율하고 베델 스미스가 부재 시 대리 역할을 수행했다.

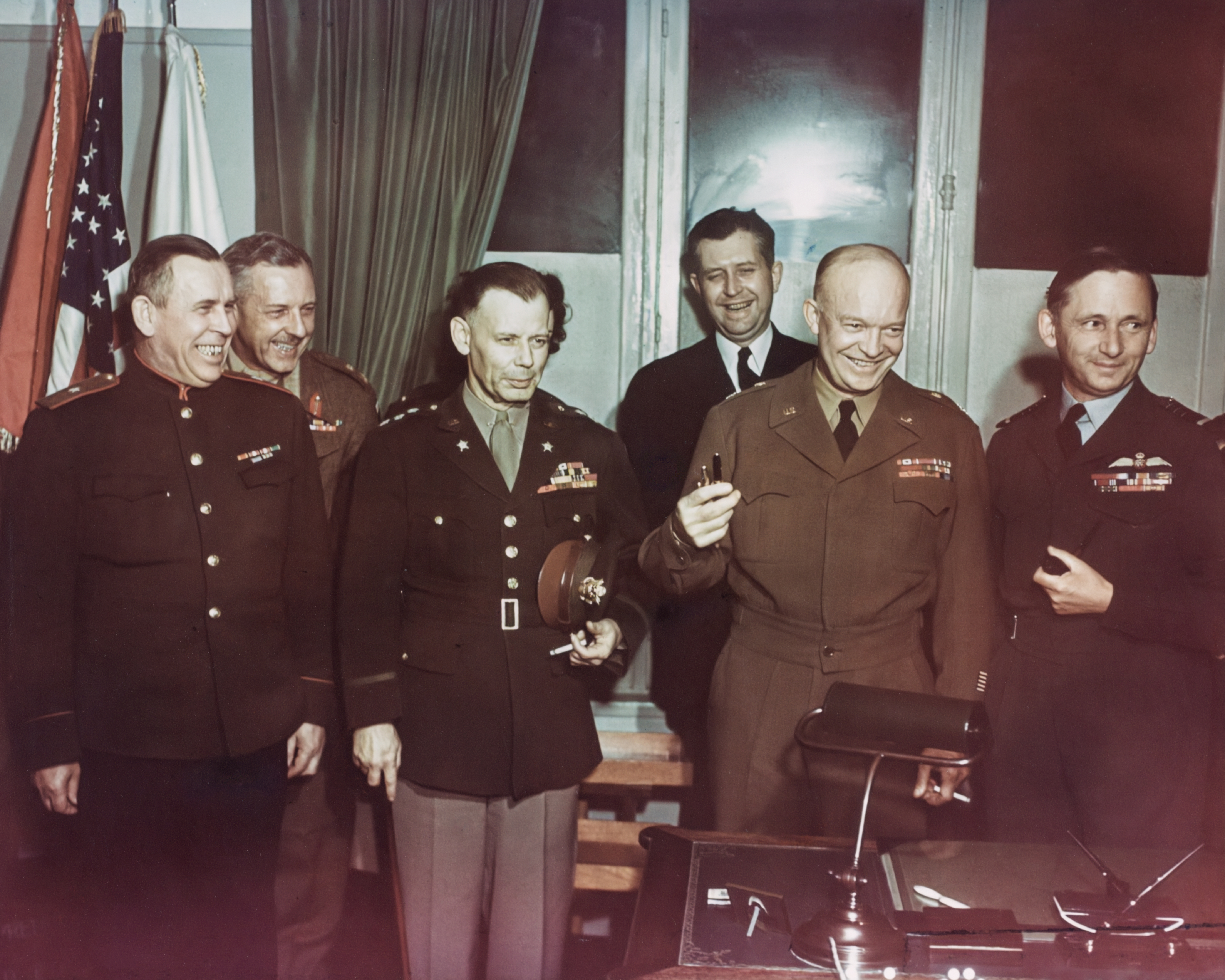
1945년 독일 항복 직후 랭스의 연합국 원정군 최고사령부 본부에서 고위 연합군 장교들. (왼쪽에서 오른쪽으로): 이반 수슬로파로프 소장, 프레더릭 모건 중장, 월터 베델 스미스 중장, 케이 서머스비 대위 (가려짐), 해리 C. 버처 대위, 육군 원수 드와이트 D. 아이젠하워, 공군 원수 아서 테더.

모건은 때때로 몽고메리를 상대해야 했는데, 부참모장으로서의 그들의 전문적인 관계는 전쟁 전 몽고메리가 여단장이었을 때와 비슷했다. 한번은 모건이 스미스의 사무실로 불려 갔을 때, 스미스가 전화 수화기를 들고 분노로 새파랗게 질려 있는 것을 발견했다. "저쪽 끝에 있는 사람이 자네 빌어먹을 원수야." 스미스가 설명했다. "난 더 이상 그와 이야기할 수 없어. 이제 자네가 해 봐." "작전이 진행됨에 따라," 모건은 나중에 썼다, "SHAEF에 있던 우리 영국인들이 영국 당국의 태도와 행동, 즉 현장에서 선택된 대표자들에 의해 입증된 것을 계속해서 설명해야 하는 것이 더욱 어려워졌다." SHAEF의 고위 영국 장교들, 특히 모건, 케네스 스트롱 및 존 화이틀리는 아이젠하워에게 충성을 다했다. 이것은 전쟁 후 몽고메리가 제국군 총참모장 (CIGS)이 되었을 때 그들의 경력에 그림자를 드리웠다.
전후, 스미스는 모건을 그의 영국인 또 다른 자아라고 묘사하며, "제가 기꺼이 없앨 수 없는 사람"이라고 말했다. 모건은 1945년 6월 SHAEF가 해체될 때까지 이 역할에 복무했다. 그는 1944년 8월 "노르망디 침공과 관련된 뛰어난 공로를 인정하여" 바스 훈장 기사단장 (KCB)으로 임명되었다. 미국 정부는 그에게 1945년 4월 훈공장을 수여했고, 그의 공로를 인정하여 1948년 육군 공로 훈장을 수여했다.

## 전후 경력

### UNRRA
1945년 9월, 모건은 독일 주둔 유엔 구호 재건국 (UNRRA)의 작전국장이 되었다. 그는 전쟁의 여파로 유럽에 있는 수백만 명의 난민과 실향민에게 구호를 제공하는 문제에 자신의 에너지와 계획 기술을 적용했다. 그러나 그는 UNRRA가 사악한 조직에 의해 오용되고 있다고 믿으며 환멸을 느꼈다.
모건은 직위상 독일의 유대인 실향민 수용소를 관리할 책임이 있었다. 1946년 3월 29일, 독일 경찰이 UNRRA나 군 당국에 통보 없이 슈투트가르트의 유대인 DP 수용소에 진입했을 때, DP들이 경찰에게 격렬하게 소리치자 독일 장교가 유대인 강제 수용소 생존자 중 한 명을 총으로 쏴 죽인 사건이 발생하여 크게 보도되었다. 현지 UNRRA 지구 국장은 격분하여 독일인들을 "훈계"하고 싶어했다. 그러나 모건은 이 훈계에 분노하여 부하를 기각했고, 지구 국장은 사임할 수밖에 없었다. 모건의 상사인 UNRRA 사무총장 피오렐로 라과디아는 이 사건을 들은 후 슈투트가르트 총격 사건을 "잔인하고, 비열하고, 비겁하다"고 비난하며 모건의 결정을 뒤엎었고, 독일 경찰이 DP 수용소에 자유롭게 진입하는 것을 금지하는 조치를 추진했으며, 이는 군 당국에 의해 duly 이행되었다.
모건은 실향민들을 그들의 황폐해진 본국으로 송환해야 한다고 주장했다. 그러나 그는 반공주의자로서, 소련에 대항하여 싸웠던 나치 협력자들의 송환에는 강하게 반대했다.
1946년 1월, 모건은 기자 회견에서 유럽에서 팔레스타인으로 유대인들의 "대탈출"을 촉진하려는 "비밀 유대인 조직"이 있다고 주장하여 소동을 일으켰다. 모건은 "폴란드에서 러시아 기차를 타고 우치에서 베를린으로 정기적으로 이동하는 유대인들의 대탈출"을 목격했다고 진술했다. 그들은 모두 잘 차려입고, 잘 먹고, 건강했으며, 주머니에는 돈이 가득했다. 그들은 모두 "폴란드에서의 위협, 포그롬, 잔학 행위가 떠나는 이유"라고 똑같은 단조로운 이야기를 했다. 모건은 1946년 말까지 독일에 30만에서 50만 명의 유대인이 있을 것이며, 이들이 "제3차 세계 대전의 씨앗"이 될 것이라고 주장했다. 한 기자는 모건이 "유대인들은 세계적 강국이 될 수 있는 계획을 조직한 것 같다. 수적으로는 약한 세력이지만, 그들이 원하는 것을 얻을 수 있는 생성력을 가질 것"이라고 발언했다고 인용했다.
모건의 발언은 언론에 큰 파문을 일으켰고, 이는 반유대주의적이고 불쾌한 것으로 비춰졌다. 세계 시온주의 기구의 지도자 하임 바이츠만은 모건의 발언을 "명백히 반유대주의적"이라고 불렀다. 영국 유대인 대표 위원회는 "모건 장군의 '유대인 음모'가 '세계적 세력'이 될 것이라는 언급은 나치에 의해 거의 600만 명의 유대인이 전멸되었다는 뉘른베르크 증거 위에 얹혀진 것으로, 기괴한 허수아비일 뿐만 아니라, 나치 만행의 희생자들에게 위로를 가져다주는 것을 목적으로 하는 조직의 수장에게서 나올 만한 것이 못 된다"는 성명을 발표했다.
UNRRA는 모건이 사임할 것으로 예상했지만 그는 그렇게 하지 않았다. 모건의 친구들이 그를 옹호했다. 타임지는 당시 이렇게 보도했다: "여기 관찰자들은 ... [모건의] 진정성을 확신하며, 그가 반유대주의 선전의 불씨를 지필 의도가 없었음을 알고 있다." 한 기자는 모건이 "그가 본 것을 바탕으로 한 우발적인 관찰"을 했다고 주장했지만, "논란이 된 발언은 맥락에서 벗어나 기자들에 의해 짜깁기되었다." 모건이 자신의 입장을 "비공식적으로" 해명하려던 첫 시도가 실패하고 그가 해고되자, 모건은 워싱턴으로 날아가 UNRRA 사무총장 허버트 H. 레만을 만났고, 레만을 설득하여 자신을 복직시켰다.
6개월 후, 모건은 다시 뉴스에 등장했는데, 이번에는 UNRRA 조직이 소련 요원들에 의해 실향민들 사이에서 문제를 일으키기 위한 은폐 수단으로 사용되고 있다고 주장했다. 이번에는 새로운 UNRRA 사무총장 피오렐로 라과디아에 의해 독일에서의 모건의 직위가 해제되었다.
회고록에서 모건은 자신의 주장이 군사 정보에 기반한 것이라고 주장하며 이를 지지했다. 모건은 UNRRA가 러시아의 묵인 아래 "시오니스트 침략 캠페인"을 조장하기 위해 어떻게 조작되고 있는지를 밝혀낼 수 있었다고 썼다.
미국 홀로코스트 기념 박물관에 따르면, "모건의 발언은 유대인과 '볼셰비즘' 간의 연관성을 반영하는 동시에 미래의 냉전 정치에 대한 몸짓을 보여주었다. 실제로 나치 정권은 유대인 정치와 공산주의 위협을 자주 동일시하며, 유대인을 세계 지배를 위한 음모의 일부로 보는 반유대주의적 고정관념을 바탕으로 삼았다."

### 원자력
모건은 1948년 6월 24일부터 1958년 6월 24일까지 왕립 포병대의 연대장으로 임명되었다. 1951년, 그는 포털 경의 뒤를 이어 원자력 통제관이 되었다. 이 직위는 보급성이 핵무기에 대한 책임을 맡으면서 1946년 1월 "원자력 생산 통제관"으로 신설되었다. 1950년 "원자력 통제관"으로 명칭이 변경된 이 직책은 명문화된 직무 규정은 없었지만, 핵무기 생산의 모든 측면을 조율하는 광범위한 책임을 가지고 있었다. 보급성 내에 위치했지만, 통제관은 총리에게 직접 접근할 수 있었는데, 포털은 이를 거의 행사하지 않았다. 마가렛 고잉의 말에 따르면, "온화하지만 임무에 부적합한" 모건이 그의 동명이인인 윌리엄 모건 경 장군과 혼동되어 실수로 임명되었다는 것이 널리 믿어졌다. 후자는 1947년부터 1950년까지 미국 주재 합동 참모 사절단의 육군 일원으로 클레멘트 애틀리 총리에게 깊은 인상을 남겼다. 따라서 모건은 그의 핵심 부하들인 존 콕크로프트 경, 윌리엄 페니, 그리고 크리스토퍼 힌튼에게 크게 의존했다.
원자력 통제관으로서, 모건은 1952년 10월 몬테벨로 제도에서 진행된 최초의 영국 핵무기 실험인 허리케인 작전에 참여했다. 그의 직위는 점차 명목상으로 축소되었고, 그의 권한은 체르웰 경이 의장을 맡은 원자력 위원회에 의해 크게 대체되었으며, 1954년 영국 원자력 기구 설립과 함께 폐지되었다. 그 후 모건은 핵무기 통제관이 되었다. 그럼에도 불구하고, 그는 더 높은 수율의 무기 개발을 추진하는 데 여전히 중요한 인물이었다. 그는 모자이크 작전 동안 그린 뱀부 증폭형 핵분열탄의 실험을 촉구했다. 이로 인해 모자이크는 두 번의 실험 시리즈가 되었지만, 그린 뱀부는 제때 준비될 수 없었다. 그린 뱀부 조립체는 나중에 크리스마스섬으로 옮겨져 그랩플 작전을 위해 사용되었지만, 비용 절감을 위해 실험 시리즈에서 삭제되었다. 모건은 또한 작전상의 이유로 수소폭탄 개발의 필요성을 주장하는 데 중요한 역할을 했다.
모건은 1956년에 은퇴했지만, 1958년까지 왕립 포병대 연대장을 유지했다. 그는 1961년에 『평화와 전쟁: 한 병사의 삶』이라는 제목의 회고록을 출간했다. 그는 1967년 3월 19일, 73세의 나이로 마운트 버넌 병원에서 사망했다.

## 참고 자료
- Arnold, Lorna; Pyne, Katherine (2001). 《Britain and the H-Bomb》. Basingstoke, Hampshire: Palgrave Macmillan. ISBN 0-333-94742-8. OCLC 753874620.
- Arnold, Lorna; Smith, Mark (1987). 《Britain, Australia and the Bomb》. Basingstoke, Hampshire: Palgrave Macmillan. ISBN 978-1-4039-2102-4. OCLC 70673342.
- Bauer, Yehuda (1989). 《Out of the Ashes: the Impact of American Jews on Post-Holocaust European Jewry》. Oxford: Pergamon Press. ISBN 978-0-08-036504-6. OCLC 243403914.
- Bond, Brian (2004). 〈Morgan, Sir Frederick Edgworth (1894–1967)〉. 《옥스포드 영국 인명 사전》 온라인판. 옥스포드 대학교 출판부. doi:10.1093/ref:odnb/35103. (Subscription 또는 UK 공공도서관 회원 필수.)
- Gowing, Margaret; Arnold, Lorna (1974a). 《Independence and Deterrence: Britain and Atomic Energy, 1945–1952》. 1, Policy Making. London: Macmillan. ISBN 0-333-15781-8. OCLC 611555258.
- Gowing, Margaret; Arnold, Lorna (1974b). 《Independence and Deterrence: Britain and Atomic Energy, 1945–1952》. 2, Policy Execution. London: Macmillan. ISBN 0-333-16695-7. OCLC 59047125.
- Hamilton, Nigel (1983). 《Master of the Battlefield: Monty's War Years 1942-1944》. McGraw-Hill Book Company. ISBN 978-0-07-025806-8. OCLC 9620067.
- Mead, Richard (2007). 《Churchill's Lions: A biographical guide to the key British generals of World War II》. Stroud, Gloucestershire: Spellmount. ISBN 978-1-86227-431-0. OCLC 171539131.
- Morgan, Lt.-Gen. Sir Frederick (1950). 《Overture to Overlord》. London: Hodder and Stoughton.
- Morgan, Sir Frederick (1961). 《Peace and War: A Soldier's Life》. London: Hodder and Stoughton. OCLC 1345812.
- Pogue, Forrest C. (1954). 《The Supreme Command》 (PDF). 《United States Army in World War II: The European Theater of Operations》 (Washington DC: United States Army Center of Military History). OCLC 1247005. 2012년 9월 27일에 원본 문서 (PDF)에서 보존된 문서. 2017년 10월 9일에 확인함.
- Rosenfield, Geraldine (1946–1947). 《Germany》. 《American Jewish Yearbook》 48. 302–315쪽. ISSN 0065-8987. JSTOR 23602814.
- Smart, Nick (2005). 《Biographical Dictionary of British Generals of the Second World War》. Barnesley: Pen & Sword. ISBN 1844150496. OCLC 58555546.
- U.S. Army (1944). 《History of COSSAC (Chief of Staff to Supreme Allied Commander) 1943–1944》. Washington DC: United States Army Center of Military History. OCLC 13575562. 2015년 10월 29일에 원본 문서에서 보존된 문서. 2010년 9월 19일에 확인함.
- Wolfson, Leah (2015). 《Jewish Responses to Persecution》. V, 1944-1946. Lanham, Maryland: Rowman & Littlefield in association with the United States Holocaust Memorial Museum. ISBN 978-1-4422-4336-1. OCLC 929033776.
- Wyman, Mark (1989). 《DPs: Europe's Displaced Persons 1945–1951》. Ithaca, New York: Cornell University Press. ISBN 0-8014-8542-8. OCLC 39846609.

## 더 읽어보기
- Gazzelli, John (2021). 《Lieutenant General Sir Frederick Morgan, KCB The Planner Who Saved Europe》. Charleston, South Carolina: Palmento Publishing. ISBN 978-1-63837-411-4.
- Kepher, Stephen C. (2020). 《COSSAC: Lt. Gen. Sir Frederick Morgan and the Genesis of Operation OVERLORD》. Annapolis, Maryland: Naval Institute Press. ISBN 978-1-68247-508-9. OCLC 1271437417.